# Dinagat-Haarschwanzratte

Verbreitungsgebiet der Dinagat-Haarschwanzratte.

Die Dinagat-Haarschwanzratte (Batomys russatus) ist ein Nagetier in der Unterfamilie der Altweltmäuse, das auf den Philippinen vorkommt. Die Art ist sehr selten. Bisher konnten zwei Exemplare im Jahr 1975 und ein Exemplar im Jahr 1995 dokumentiert werden.

## Merkmale
Mit einer Kopf-Rumpf-Länge von 140 bis 151 mm, einer Schwanzlänge von 102 bis 118 mm und einem Gewicht von etwa 115 g ist die Art der kleinste Vertreter der Gattung Philippinen-Haarschwanzratten. Sie hat 30 bis 31 mm lange Hinterfüße und 16 bis 18 mm lange Ohren. Mit ihrem glänzenden rotbraunen Fell auf der Oberseite ist die Dinagat-Haarschwanzratte intensiver gefärbt als andere Gattungsmitglieder. Die längsten Haare der Oberseite sind dünn und besitzen eine pigmentfreie Spitze. Die Unterseite ist mit ockerfarbenem Fell bedeckt, das stellenweise hellgraue Töne aufweisen kann. Der Übergang zwischen den Farbregionen erfolgt schrittweise. Bei manchen Exemplaren kommen weiße Flecken auf der Kehle, auf der Brust oder im Leistenbereich vor und andere Individuen besitzen einen größeren weißen Bereich am Bauch. Auf den grauen Ohren kommen kurze rötliche Haare vor. Die Dinagat-Haarschwanzratte hat einen recht gut behaarten, braunen Schwanz, der an der Spitze eine kleine Quaste besitzt. Bei Weibchen befinden sich zwei Zitzenpaare im Leistenbereich.

## Verbreitung
Die Art lebt endemisch auf der Insel Dinagat in den südöstlichen Philippinen. Das vermutete Vorkommen auf benachbarten Inseln, konnte bisher nicht bestätigt werden. Die Dinagat-Haarschwanzratte hält sich Wäldern auf, die etwa auf 350 Meter Höhe liegen.
Andere endemische Säugetiere der Insel sind die Dinagat-Borkenratte (Crateromys australis) und der Dinagat-Rattenigel (Podogymnura aureospinula).

## Lebensweise
Für die Art wird eine nachtaktive Lebensweise vermutet. Zur Untersuchung konnten Exemplare mit Hilfe von Fallen gefangen werden, die mit Ködern aus Kokosfleisch bestückt waren, das mit Erdnussbutter bestrichen war. Die Fallen standen auf dem Erdboden.

## Bedrohung
Illegale Forstwirtschaft bedroht den Bestand der Dinagat-Haarschwanzratte, die vermutlich nur geringe Landschaftsveränderungen verträgt. Zusätzlich sind auf Dinagat neue Bergbaugebiete entstanden. In anderen Bereichen der Insel gibt es noch geeignete Wälder. Die Art wird von der IUCN als „stark gefährdet“ (endangered) gelistet.